# Cyclisme au Festival olympique de la jeunesse européenne 2011
Navigation
2009 2013
Les épreuves de cyclisme sur route au Festival olympique de la jeunesse européenne 2011 se sont déroulés dans les rues de Trabzon en Turquie du 26 au 28 juillet 2011. Seuls les cyclistes masculins nés en 1994 ou après et ayant été sélectionnés au préalable par leur fédération nationale pouvaient y participer.

## Résultats

### Podiums
| Compétitions     | Or                     | Argent                  | Bronze                  |
| ---------------- | ---------------------- | ----------------------- | ----------------------- |
| Course en ligne  | Žiga Ručigaj (SVN)     | Adam Trudzinski (POL)   | Niccolò Pacinotti (ITA) |
| Contre-la-montre | Mathias Krigbaum (DEN) | Dries Verstrepen (BEL)  | David Zverko (SVK)      |
| Critérium        | Tobiasz Jan Lis (POL)  | Alexander Wachter (AUT) | Leon Rohde (GER)        |

### Tableau des médailles
| Rang  | Nation    | Or | Argent | Bronze | Total |
| ----- | --------- | -- | ------ | ------ | ----- |
| 1     | Pologne   | 1  | 1      | 0      | 2     |
| 2     | Danemark  | 1  | 0      | 0      | 1     |
| 2     | Slovénie  | 1  | 0      | 0      | 1     |
| 4     | Autriche  | 0  | 1      | 0      | 1     |
| 4     | Belgique  | 0  | 1      | 0      | 1     |
| 6     | Allemagne | 0  | 0      | 1      | 1     |
| 6     | Italie    | 0  | 0      | 1      | 1     |
| 6     | Slovaquie | 0  | 0      | 1      | 1     |
| Total | Total     | 3  | 3      | 3      | 9     |